# Polygastrophora octobulba
Polygastrophora octobulba is een rondwormensoort uit de familie van de Enchelidiidae. De wetenschappelijke naam van de soort is voor het eerst geldig gepubliceerd in 1930 door Micoltzky.